# Pont de la Concorde
A Pont de la Concorde é uma ponte sobre o rio Sena, em Paris entre a Praça da Concórdia (margem direita) e o Quai d'Orsay (margem esquerda). Ficou conhecida como Pont Louis XVI, Pont de la Révolution, Pont de la Concorde, novamente Pont Louis XVI  durante a Restauração Bourbon (1814), e novamente em 1830, Pont de la Concorde, o nome que mantém até hoje.

## História

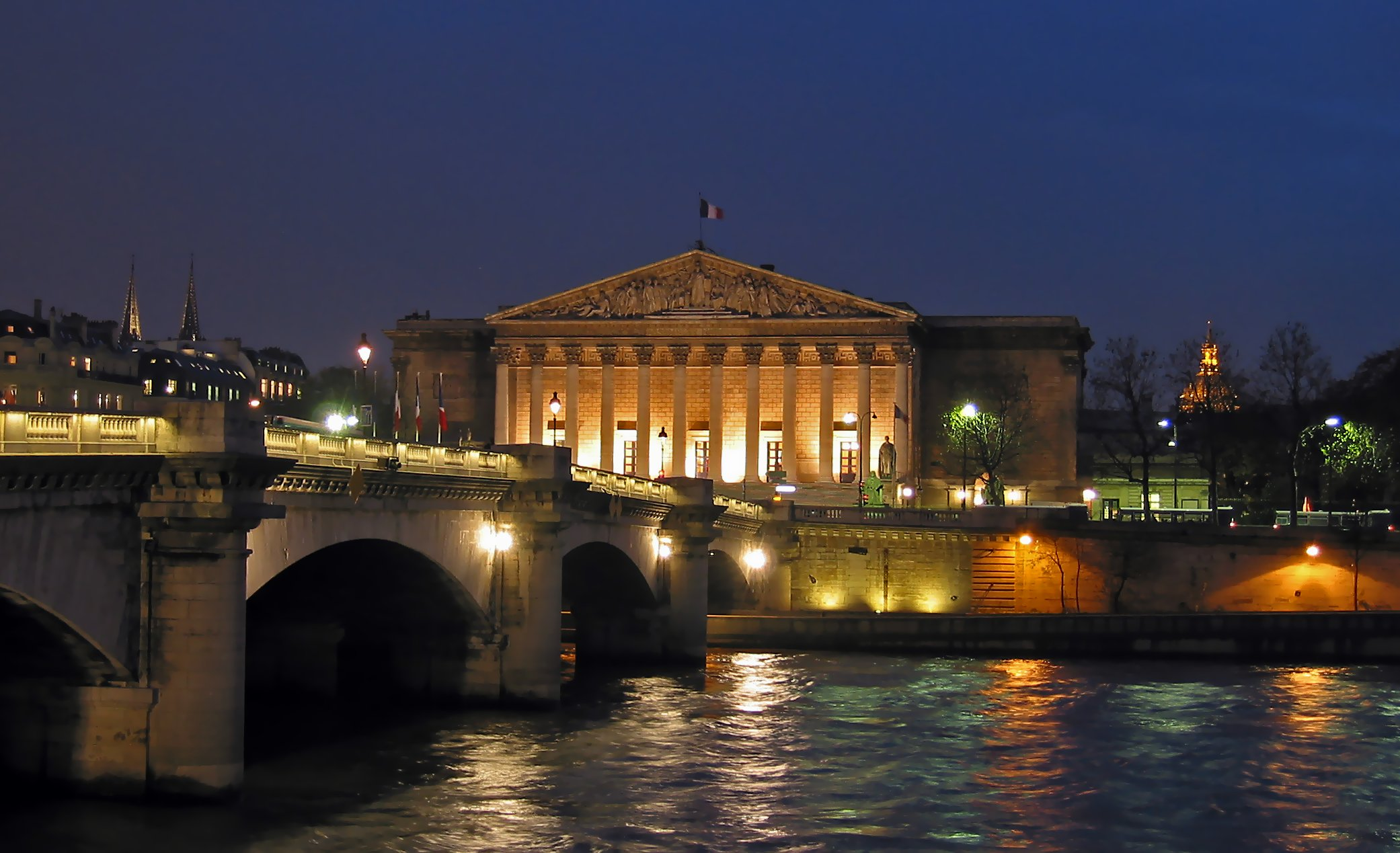
Vista nocturna da Pont de la Concorde, com o Palais Bourbon ao fundo.

O arquitecto Jean-Rodolphe Perronet foi contratado em 1787 para concretizar esta nova ponte. Ela tinha sido planejada desde 1755, quando foi iniciada a construção da actual Praça da Concórdia. A construção continuou em meio às turbulências da Revolução Francesa, com pedras retiradas da Bastilha. Por essa razão, os franceses hoje, ao atravessarem a ponte, consideram estar “pisando” na monarquia.
Em 1810, Napoleão I colocou ao longo dos lados da ponte as estátuas dos oito generais franceses mortos em combate durante as campanhas do Primeiro Império Francês. Durante a Restauração Bourbon estas estátuas foram substituídas por doze monumentais estátuas de mármore, incluindo quatro do "grandes Ministros" (Suger, Sully, Richelieu, Colbert), quatro generais (Du Guesclin, Bayard, Condé, Turenne) e quatro marinheiros (Duguay - Trouin, Duquesne, Suffren, Tourville). Todavia, esta colecção de estátuas se revelou pesada demais para a ponte, e Luís Filipe I as transferiu para Versalhes.
O tráfego na ponte tornou-se muito congestionado e a estrutura teve de ser ampliada em ambos os lados entre 1930 e 1932, dobrando a largura da ponte original. Os engenheiros Deval e Malet, no entanto, tiveram o cuidado de preservar a arquitetura neoclássica original. A ponte foi reformada pela última vez em 1983.